# スプリガン ルナヴァース
『スプリガン ルナヴァース』 (SPRIGGAN LUNAR VERSE) は、1999年にフロム・ソフトウェアより発売されたPlayStation用3Dアクションゲーム。
漫画『スプリガン』（原作：たかしげ宙、漫画：皆川亮二）を題材としたゲームである。時代設定は原作の完結後となっており、ストーリーやメインキャラクターはゲームオリジナルである。ただし一部の原作キャラクターも登場する他、敵キャラクターは原作に似せたものも多い。なお、たかしげ宙、皆川亮二の両名は監修者に名を連ねており、皆川はキャラクターデザイン原画の寄稿を行っている。

## ストーリー
世界各地に存在する超古代文明の遺産。それらを悪しき者から護り、封印・破壊する者。アーカム財団のS級エージェント、通称「スプリガン」である。
高校生にしてアーカム日本支部のエージェント大槻達樹は、スプリガンを目指して戦う内、人類の存亡を懸けた戦いに巻き込まれていく。

## ゲームシステム
三人称視点の、3Dアクションゲームである。カメラは常に主人公を中心に捉えているが、その向きと角度はプレイヤーが操作するようになっている。
攻撃方法は格闘、ナイフ、銃があり、いつでも切り替えられる。装備品は支給されたりマップ上に隠されているものを回収することで入手できる。
格闘様々な技があり、着ているスーツによっても変化する。
ナイフリーチが長く威力も大きい。ただしナイフでは切れない物も多い。隠し武器のムーンライトソードは一応このカテゴリの武器となっている。
銃遠距離から攻撃できるが、弾を消費する。原作同様、登場する銃のほとんどが実在する物になっている。
これらの技とアイテムを駆使し、与えられた目的を達成すればミッションクリアである。単なる戦闘の連続ではなく、仕掛けを作動させて進む等、謎解き要素も多い。また、多くのミッションは複数のクリア方法が用意されている。
ミッション完了後や隠されたアイテムの入手でアビリティポイントが得られ、各能力に割り振る事で大槻を成長させていく。

## 新型A・Mスーツ
原作でも大きな役割を果たすA・Mスーツは新型という設定になっており、三つの系統から選択できる。また、「ゼロバースト」というゲームオリジナルの要素が加えられている。ゼロバーストを発動させると、発動直後はエネルギーによる吹き飛ばし効果及び一時的な被ダメージ無効化が起こり、その後時限式でスーツの特殊機能と精神波攻撃（サイコブロー等）が使用できる。
パワー型スーツ
攻撃力が高いスーツ。作動が機械式のため防御は劣っている。ゼロバーストのイメージは炎で、発動中は格闘のコンボを自動で繰り出せる。
ディフェンス型スーツ
防御力が高いスーツ。硬質化オリハルコンを用いたため重くスピードが遅い。ゼロバーストのイメージは氷で、発動中は敵の小火器扱いの攻撃を全て跳ね返す。
スピード型スーツ
スピードとジャンプ力に優れたスーツ。地面をスケートを滑るかのごとく移動できる。マップ攻略には適しているが、戦闘には不向き。ゼロバーストのイメージは風で、発動中は空中を滑空する事が出来る。
本作では初回クリア時のクリアタイムに応じてアビリティポイントが獲得できるため、このスーツはクリア方法を把握した玄人向けの大器晩成タイプと言える(アイテムを取る余裕はないが、周回後にも回収できる)。
EXスーツ
特定の条件を満たすと各タイプのEXバージョンが入手できる。10回ミッションで失敗すると入手できるものがあるなど、初心者救済要素でもある。
最初からレベル2相当の性能を持ち、元々欠点だった要素はそれを得意とするスーツのレベル1相当の性能を有するため、扱いやすい。その代わり、成長しないので頼りすぎると後で苦労する。
スピード型スーツの性質と合わせると、スーツの扱いやすさとキャラの成長性は反比例する形となっている。
スーツ自体にも経験値が存在し、着て戦う事で上昇する。スーツのレベルが上がると性能がアップしたスーツに変更され、技も変化する。ただし、欠点はさらに悪化する。別物扱いになる為従来のスーツを着るにはストーリークリア後に開放される隠しミッションを制覇しスーツ全てを手に入れる必要がある。

## 登場人物

### アーカム
大槻達樹（おおつき たつき）
声：辻谷耕史
主人公。アーカム日本支部のエージェントで、スプリガンを目指す高校三年生。オリハルコンとの相性が抜群に良く、新型A・Mスーツの実戦テストを命じられる。愛用銃としてベレッタM8000ピストルとSIG SG550アサルトライフルが設定されている。
グラハム・ブルートン
声：根岸朗
アーカム日本支部所属。大槻の上司で、教官でもある。原作の山本とボーマンの役割を兼ねる人物。
御神苗優（おみなえ ゆう）
声：森久保祥太郎
原作本編の主人公で、実力No1のスプリガン。大槻にとっては先輩にあたる。A・Mスーツはもう着ていない（一応隠しコマンド入力でA・Mスーツ装着版を出現させることは可能）が、その身体能力、戦闘能力は大槻とは比較にならない程高い。本作では愛用銃にSIGP226ピストルとH&KG3-A4アサルトライフルが設定されている。ちなみに、このアサルトライフルはかなり強力な部類に設定されている。
ジャン・ジャックモンド
声：子安武人
御神苗と一二を争う実力を持つスプリガン。今作では御神苗と組んで何かを調べている。
朧（おぼろ）
声：なし
もう1人のスプリガン。本編には登場せず、隠しボスとして登場する。
こちらからの攻撃は確実に回避し、瞬間移動のごとく移動して背後から攻撃を仕掛けてくる。倒すには、攻撃を的確に回避して反撃するしかない。

### トライデント
リティシア・ディル博士
声：鷹森淑乃
トライデント兵器開発部の女性科学者。以前はアメリカ軍に所属し、古代文明のテクノロジーを研究していた。
ロック・ヴァンピード
声：辻谷耕史
リティシア博士によって生み出された改造型のライカンスロープ。幾度となく大槻の行く手に立ち塞がる。
マリア・レスコーフ
トライデントのエージェントで、特殊部隊「サンダースピア」隊長。格闘能力が高いが、性格は非常に子供っぽい。
十七夜月隼人（かのう はやと）
トライデントのエージェントで、特殊部隊「サンダースピア」隊員。マリアの相棒的存在で格闘能力が高い。

### その他の敵
フレッド
片手で巨大なガトリング砲を軽々と扱う巨漢。遊撃兵とコンビを組んで大槻をピンチに追い込む。
デイビッド・カーン
機械化した両腕を持つ傭兵。盗掘品を闇市場に流している犯罪組織に雇われている。
トーマス・Ｗ・コープ
元はアーカムの研究員。遺跡内にあった仮面に魅了され、反乱を起こし遺跡を占拠する。
また、仮面を用いて他の研究員やアーカムのエージェントを人豹（ワージャガー）という化け物に変貌させる。
レオン・スタインベック
米軍機械化小隊（マシンナーズ・プラトゥーン）の隊員。左腕に大型兵器を移植していて、非常に気性が荒い。

### その他の人物
謎の少女
声：正木直美
遺跡に関わったあらゆる場所に登場する少女。その容姿は死んだ大槻の妹に酷似している。
ウィロビー・ピタン
リティシアの元上司で故人。リティシアとともに、月が超古代文明によって造られた人工建造物だという仮説を唱えていた。
ナレーション
声：飯塚昭三

## ミッション
16ミッション+隠しミッション2。第16ミッション（The Matter of the moon）をクリアすると、任意のミッションだけ選択してプレイできるようになる。また、これ以外に各種操作を習得するための練習ミッションがある。
Escape from a lab.
敵施設からの強行脱出。フレッドと動きが素早い遊撃兵のコンビが登場する。
Defend from the U.S.Force
「賢者の石」採掘現場での戦い。ジャンと共に米軍装甲歩兵の襲撃に立ち向かう。
Take back the artifact
オーパーツの密取引が行われる、埠頭の倉庫での戦い。傭兵・デイビッド・カーンが敵とした立ち塞がる。
Investigation on the seabed
遺跡での戦闘。アーカムが管理する遺跡だが、仕掛けはすべて生きている。
Driving back the NINJYA
オーパーツを移送するトラックの護衛。ハイウェイ走行中、忍者部隊の襲撃に遭う。このミッションから、新型A・Mスーツが使用可能になる。
Explore an unknown ruins
巨大生物や危険な罠が立ち塞がる、未知の遺跡の探索任務。
Rescue the ARCAM investigater
遺跡での戦闘。人豹（ワージャガー）と化したアーカムの研究員たちが襲ってくる。
Get back the antarctic remains
南極の遺跡での戦闘。敵はトライデント特殊部隊「サンダースピア」。
Sneak into the TRIDENT lab.
南極の遺跡から奪取された小型「狂戦士（バーサーカー）」を追い、トライデントの研究所に潜入する。
Trace the U.S. Special force
米軍機械化小隊（マシンナーズ・プラトゥーン）を追って未調査の遺跡に単身潜入する。
Retake the ARCAM lab.
急襲されたアーカム研究所。地下金庫室まで辿り着いた大槻の前に、リティシア博士とロックが現れる。
Chase into the Antarctic remains
リティシア博士を追って、ふたたび南極へ。危険な遺跡の奥へ進入する。
In the palace of the moon
南極から転送装置を作動させて月へ向かう途中。異空間での戦い。
The Matter of the moon
月での決戦。
Gain control of the ARCAM lab.
隠しミッション。制圧されたアーカム研究所での戦い。
SENNIN-KAI
隠しミッション。朧と一対一で戦う。